# Rhinobatos
A Rhinobatos a porcos halak (Chondrichthyes) osztályának Rhinopristiformes rendjébe, ezen belül a hegedűrája-félék (Rhinobatidae) családjába tartozó típusnem.
Az első fajai a késő jura korhoz tartozó, tithon nevű korszakban jelentek meg.

## Rendszerezés
A nembe az alábbi 20 faj tartozik:
- Rhinobatos albomaculatus Norman, 1930
- Rhinobatos annandalei  Norman, 1926
- Rhinobatos borneensis Last, Séret & Naylor, 2016
- Rhinobatos formosensis Norman, 1926
- Rhinobatos holcorhynchus Norman, 1922
- Rhinobatos hynnicephalus Richardson, 1846
- Rhinobatos irvinei Norman, 1931
- Rhinobatos jimbaranensis Last, White & Fahmi, 2006
- Rhinobatos lionotus Norman, 1926
- Rhinobatos microphthalmus Teng, 1959
- Rhinobatos nudidorsalis Last, Compagno & Nakaya, 2004
- Rhinobatos penggali Last, White & Fahmi, 2006
- Rhinobatos petiti Chabanaud, 1929
- Rhinobatos punctifer Compagno & Randall, 1987
- Rhinobatos rhinobatos (Linnaeus, 1758) - típusfaj
- Rhinobatos sainsburyi Last, 2004
- Rhinobatos schlegelii J. P. Müller & Henle, 1841
- Rhinobatos spinosus Günther, 1870
- Rhinobatos thouiniana (Shaw, 1804)
- Rhinobatos whitei Last, Corrigan & Naylor, 2014

A fenti élő fajok mellett az alábbi 14 fosszilis faj is idetartozik:
- †Rhinobatos beurleni Silva Santos, 1968
- †Rhinobatos bruxelliensis Jaekel, 1894
- †Rhinobatos casieri Herman, 1975
- †Rhinobatos grandis Davis, 1887
- †Rhinobatos hakelensis Capetta, 1980
- †Rhinobatos incertus Cappetta, 1973
- †Rhinobatos intermedius Davis, 1887
- †Rhinobatos latus Davis, 1887
- †Rhinobatos maronita Pictet & Humbert, 1866
- †Rhinobatos primarmatus Woodward, 1889
- †Rhinobatos sahnii Sahni & Mehrotra, 1981
- †Rhinobatos steurbauti Cappetta & Nolf, 1981
- †Rhinobatos tenuirostris Davis, 1887
- †Rhinobatos whitfieldi Hay, 1903

Az új adatok és felfedezések szerint, ez a porcoshal-nem a tithon nevű korszakban, azaz 150 millió évvel ezelőtt jelent meg. Maradványaikat Európában, Afrikában, Pakisztán, Jordániában, Szíriában, Szaúd-Arábiában, Indiában és az Amerikai Egyesült Államokban találták meg.

### Fordítás
- Ez a szócikk részben vagy egészben  a   Rhinobatos című angol Wikipédia-szócikk ezen változatának fordításán alapul.  Az eredeti cikk szerkesztőit annak laptörténete sorolja fel. Ez a jelzés csupán a megfogalmazás eredetét és a szerzői jogokat jelzi, nem szolgál a cikkben szereplő információk forrásmegjelöléseként.